# Laliderer Tal
Das Laliderer Tal ist ein Seitental des Rißtals im Karwendel. Es verläuft in etwa von Süden nach Norden zwischen der Falkengruppe im Westen und der Gamsjochgruppe im Osten.
Das Tal wird vom Laliderer Bach durchflossen, bevor dieser am unteren Talende in den Rißbach mündet. Am Talschluss befindet sich der Lalidersalm Tiefleger.

## Stützpunkte
Westlich oberhalb des Talabschlusses befindet sich die bewirtschaftete Falkenhütte, einer der zentralen Stützpunkte im Karwendel.

## Tourenmöglichkeiten
Das Tal ist für den öffentlichen Verkehr gesperrt. Tourenmöglichkeiten bieten sich ab Talschluss westlich über die Falkenhütte zur Falkengruppe oder östlich zur Gamsjochgruppe.

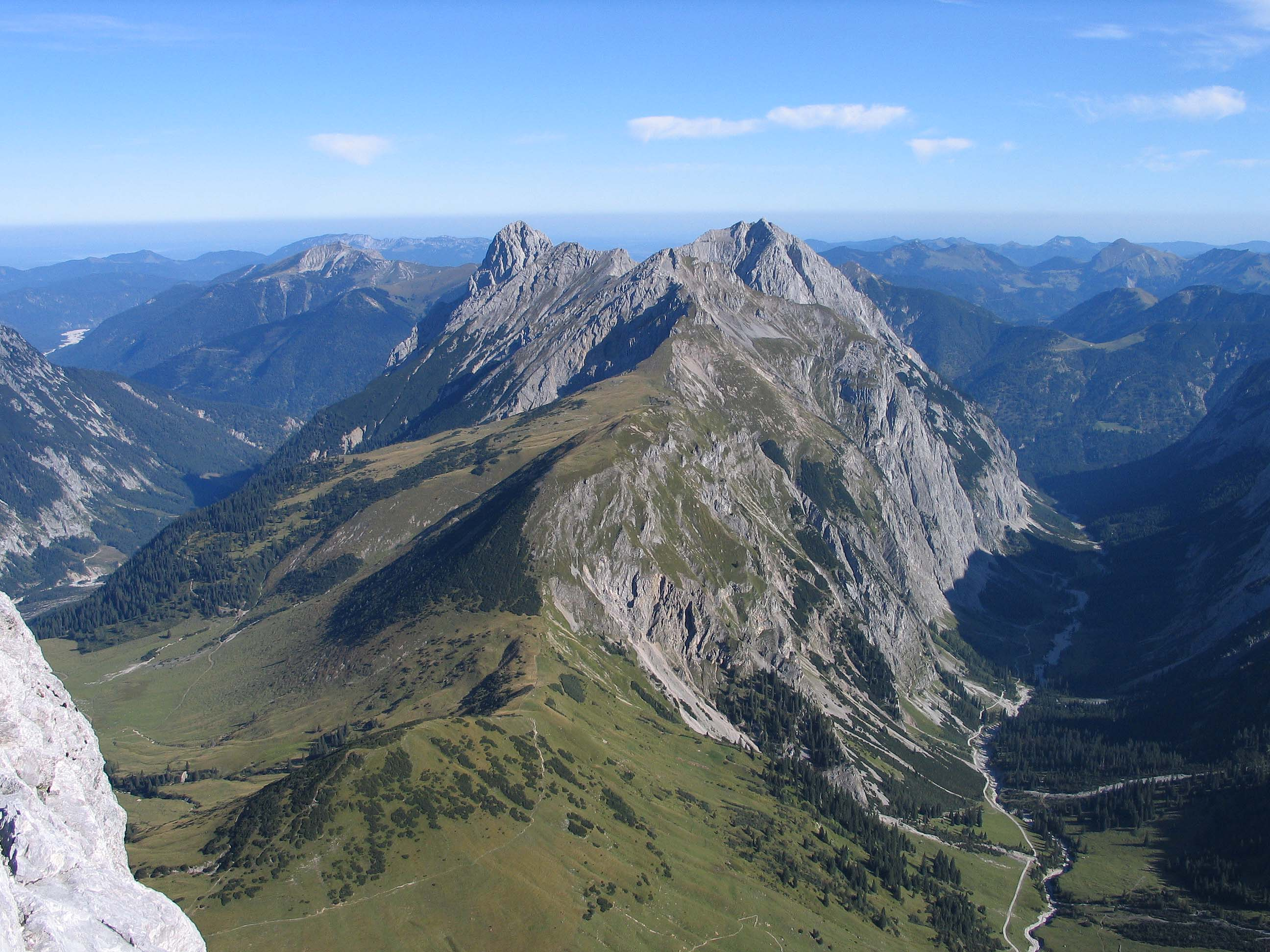
Das Tal rechts ist das Laliderer Tal